# Leyendas de la Sierra de Guadarrama
Las gentes que han habitado la Sierra de Guadarrama durante siglos han creado varias leyendas que se desarrollan en lugares de estas montañas. A continuación se  describen algunas de éstas:

## Leyenda del Tuerto de Pirón
El Tuerto de Pirón era un bandolero de finales de siglo XIX que actuó principalmente en la sierra de Guadarrama y la en cuenca del Río Pirón. Uno de sus escondites era el viejo Olmo de más de 300 años que estaba situado en la Plaza Mayor de Rascafría y que, enfermo de grafiosis, cayó tras la nevada del 14 de enero de 2000.
Fernando Delgado Sanz, apodado el Tuerto de Pirón, robaba a los ricos, asaltaba iglesias y a caminantes. Durante sus años en activo se le temía en ambas vertientes de la sierra y era muy peligroso el cruzar la sierra de guadarrama por la facilidad de ser robado por él.

## Leyendas de El Escorial y San Lorenzo de El Escorial

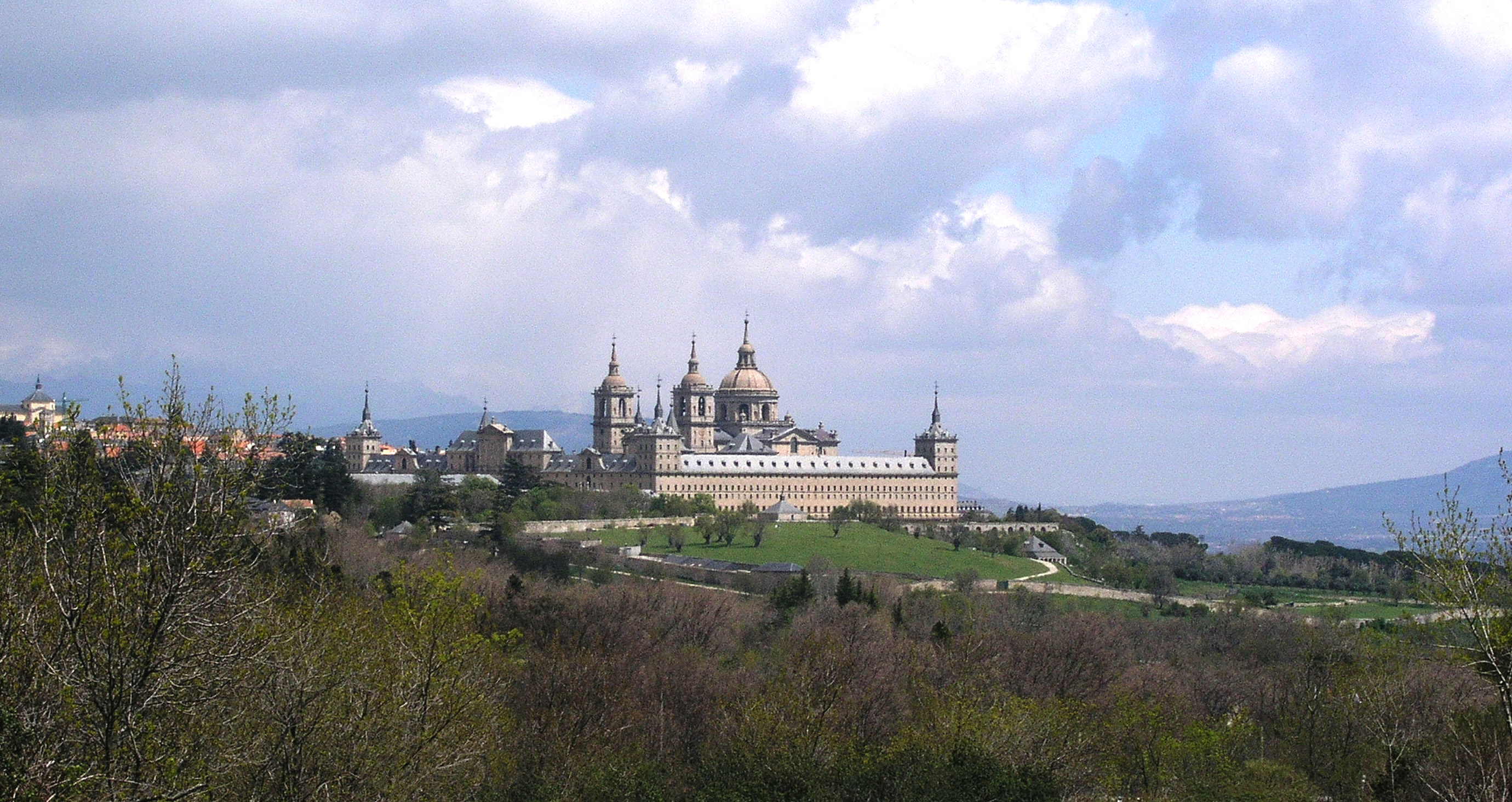
Monasterio de El Escorial y su entorno. A él se acercaba el misterioso perro negro.

El perro negro de El Escorial y las Puertas del InfiernoSegún la leyenda, durante la construcción del monasterio de San Lorenzo de El Escorial, un misterioso perro negro aterrorizaba a los obreros por las noches, obstaculizando las obras. Quizás el perro infernal protegía el lugar, pues se ha atribuido a El Escorial el ser una de las puertas del Infierno que se extienden por el mundo (otra de las cuales es la ciudad italiana de Turín); ésta fue una de las razones por las que Felipe II mandó construir el monasterio en este lugar: para mantener cerrada dicha puerta.
El perro fue encontrado y se ordenó que se le ahorcase en una de las torres del monasterio, donde permaneció mucho tiempo.
Cuando Felipe II regresó definitivamente a El Escorial para morir, desde su lecho de muerte (acompañado de multitud de reliquias de santos), siguió oyendo los ladridos de ese perro infernal, que ya había sido sacrificado hacía años.
La Cima de los PastoresExiste la creencia de que en los montes cercanos a San Lorenzo de El Escorial existe un tesoro oculto
Esta leyenda tiene origen también en el Monasterio de El Escorial, parece ser que un tal Rafael Corraliza empleado de la pagaduría de las obras del monasterio se sintió tentado por el continuo tintineo de doblones a diestro y siniestro ante él y decidió hacerse con un botín de estos y sujetándoselos al cinto se escapó como alma que lleva el diablo camino de Portugal por la ruta que pensó menos vigilada tomando la vereda que conducía a la próxima aldea de Robledondo. Como era ya de anochecida al llegar a la zona conocida como Cima de los Pastores se hundió en ella dando con sus huesos en el fondo tragando vida y doblones, no se sabe con certeza pero parece ser y quiere creer la gente que el mismo santo intercedió en la aventura del desafortunado pagador.
Con el paso del tiempo esta sima fue tapada con ramas y piedras por temor a que el ganado o cualquier desdichado sufriese la misma suerte del tal Corraliza, aunque aún sigue ahí la sima para visita del que se precie a rememorar significante historia.
La pisada del diabloEsta leyenda atribuye un origen diabólico a una oquedad que aparece sobre una roca, que asemeja una huella de talón izquierdo, situada en la finca Los Hermitaños, aproximadamente a un kilómetro de distancia de la Silla de Felipe II. Según la tradición, una muchacha llamada Martiña, muy devota de la Virgen de Gracia, se encontró con el diablo que, disfrazado de peregrino, intentó apoderarse de su alma ofreciéndole bienes terrenales si renegaba de la Virgen. Ante la negativa de la joven, el diablo saltó enfurecido sobre la piedra y provocó una gran explosión, que formó la citada huella.
Las supuestas apariciones marianas de El EscorialLuz Amparo Cuevas, mujer humilde y madre de siete hijos, afirmó ser testigo de diferentes apariciones marianas, en concreto de la Virgen Dolorosa, entre 1981 y 2002. La Virgen se le aparecía sobre la corona de un fresno, situado en el paraje conocido como Prado Nuevo, en las inmediaciones de El Escorial, ante la concurrencia de numerosos fieles. El lugar continúa siendo, a día de hoy, un lugar de peregrinación, en especial el primer sábado de cada mes, al acudir fieles y curiosos en trenes y autocares procedentes de toda España. Movimientos del Sol, estigmatizaciones o curaciones milagrosas son algunos de los fenómenos que aparentemente se han producido en torno a estas supuestas apariciones, que tenían lugar mientras se percibía en el ambiente un inexplicable olor a rosas. También se han producido unas fuertes polémicas, con intervención judicial y de la jerarquía eclesiástica, entre defensores y detractores de la Fundación derivada de las dubitadas apariciones, pues es del dominio público que se han generado importantes dotaciones económicas de procedencia dudosa, aparte de donativos que incrementan el patrimonio de los organizadores.

## Leyendas de La Pedriza
El Cancho de los MuertosEl nombre de esta leyenda proviene de una formación rocosa de La Pedriza cuya forma es muy peculiar. La leyenda cuenta que una banda de salteadores secuestró a una joven señorita de rica y apoderada familia de Madrid. El jefe de este grupo se ausentó temporalmente y los otros dos bandidos decidieron aprovecharse de la joven, pero regresó inesperadamente y les sorprendió, tras lo cual les juzgó inmediatamente y despeñó al primero por este cancho. Pero al intentar precipitar al segundo, éste sujetó la pierna del cabecilla y los dos cayeron al vacío. De esta forma, acabaron los tres despeñados a los pies del cancho rocoso. Según las gentes del lugar, durante un tiempo se pudieron ver los cadáveres de los tres bandidos en una grieta de este lugar.
La Cueva de la MoraEl relato de a continuación tiene su escenario también en La Pedriza y recuerda a historias que se repiten a lo largo de la geografía española debido quizás a la larga ocupación musulmana. Existe otra leyenda con este título, recogida por Gustavo Adolfo Bécquer en sus Leyendas, situado en la localidad navarra de Fitero.
La Cueva de la Mora (de difícil acceso) se halla cerca del refugio Giner de los Ríos, concretamente enfrente de su fachada principal y al este de la Peña Sirio. Parece ser que la hija de un rico árabe quedóse prendada de un joven cristiano. Ante esta situación fue secuestrada y retenida por sus familiares musulmanes en el interior de esta cueva. Pasaron los años y el caballero cristiano no regresó jamás, a pesar de la ansiada espera por parte de la joven, por lo cual, según las creencias de la gente, de cuando en cuando, el alma de la despechada joven se desliza vagando entre las formaciones rocosas y canchales tratando de buscar a su amor perdido.
El Cabrero BautistaEl cabrero Bautista Montalvo, del pueblo de Mataelpino, relata una historia de la que es desgraciadamente parte interesada. Según las gentes, poco después de raptar la banda del Isidro al hijo único de doña Braulia del Valle, y devuelto bajo pago de elevado rescate, robaron los bandidos al pastor su magnífica escopeta de caza y algún objeto de valor que llevaba encima. Asimismo le expoliaron un excelente gabán que acababa de estrenar, con el que se guarecía de los fríos y lluvias de la sierra. Esta prenda produjo algunas disensiones en el seno de la banda, y uno de sus componentes llamado Isidro el de Torrelodones, arrebató la prenda en cuestión y mató a su jefe de un trabucazo, que cayó muerto al pie de la cerca de los huertos, cuyas ruinas existen hoy al pie de la Sierra de los Porrones.
La Banda de Paco el SastreCorría el año 1840 y dominaba en la Pedriza la banda de Paco el Sastre, cuyo verdadero nombre era Francisco de Villena. Paco el Sastre fue un bandolero que compartió fechorías con la banda de Mariano Balseiro y cómplice y amigo de Luis Candelas, del quien fue segundo lugarteniente. Fue detenido el 5 de enero de 1838 e internado en la cárcel del Saladero de Madrid. Allí coincide con su socio Balseiro fugándose ambos un año más tarde. Por aquel entonces el Marqués de Gaviria, intendente del Palacio Real, persona inmensamente rica, tenía dos hijos. Manuel y Paco que estudiaban en las escuelas pías de la calle de Hortaleza, en Madrid. Era costumbre de su padre que fueran sus hijos los fines de semana a una finca que tenían en Valdemoro. Un buen día, el 27 de abril, fue un falso criado con el coche de caballos de rigor a buscar a sendos mozuelos, invitándoles según órdenes de su padre a la finca familiar. Tras cumplir los requisitos para la salida con el padre prior, partieron engañados. De esta forma fueron secuestrados los dos hijos del intendente, por los que luego se pediría pingüe rescate. Pero ocurrió que el padre prior, salió a despedirlos como era costumbre y se dio cuenta de que el carruaje no era el mismo de otras veces y que tomaba una dirección distinta a la acostumbrada. Entonces el prior empezó a darse cuenta de la falsa maniobra, y llamando al padre de los niños se esclareció lo que pasó.
Manolo y Paco fueron llevados por los bandidos a su campamento en La Pedriza, situado ni más ni menos que bajo el popular canto del Tolmo. Se pidió un rescate por los niños, y su padre ofreció una recompensa a quien descubriera a los bandidos. Se hizo una batida organizada por los habitantes de los alrededores, dándose cuenta aquellos de las intenciones, huyendo y adentrándose en La Pedriza, dejado a los niños en el campamento del Tolmo, pues se habían encariñado con ellos y no querían hacerles daño, terminando aquí la historia, que es auténtica y verídica. Pocos días después de liberados los niños secuestrados, son descubiertos casualmente ambos delincuentes en las proximidades del Rastro de Madrid y detenidos después de una espectacular persecución por las calles de la zona. El 20 de julio de 1839 fue ejecutado a las once y media de la mañana en un patíbulo levantado en La Puerta de Toledo de Madrid, media hora después que su socio Balseiro.
El verdadero amo del Guadarrama en aquellos tiempos fue Pablo Santos, que utilizó La Pedriza como enclave estratégico de refugio, lugar que debía conocer muy bien pues nació muy cerca de este paraje y siendo también el lugar en cuyas proximidades fue asesinado por uno de sus secuaces, Isidro el de Torrelodones.
Origen de La PedrizaCuenta la leyenda que hace muchos años, existía una fuerte rivalidad entre la Pedriza posterior y la anterior. Y de esta manera un buen día se declaró la guerra entre ellas, se armaron los riscos y marcharon a la batalla de las dos Pedrizas. En este primer encuentro también librado por "Los Guerreros", con el apoyo de "Las Torres", llevó la victoria a la Pedriza posterior, que erigió como signo de su victoria la Peña de la Bota. Pasó el tiempo y corrieron mucho las manecillas del reloj, y la Pedriza anterior que tenía cierta amargura por su derrota, fue a la guerra nuevamente, saliendo victoriosa de esta segunda batalla.Su signo de victoria fue colocar un bastión en el término de sus dominios, el cual fue el Yelmo de Mambrino. Y para que la paz reinara siempre en la zona, se puso una gran piedra en los límites de ambas Pedrizas, que se llamó el Canto del Tolmo, erigiéndose además un guardián de esa paz que se llamó "El Centinela", el cual situado en lo alto del Collado de la Dehesilla, vigila que se cumpla el tratado acordado por las dos Pedrizas.

## Leyendas del Montón de Trigo

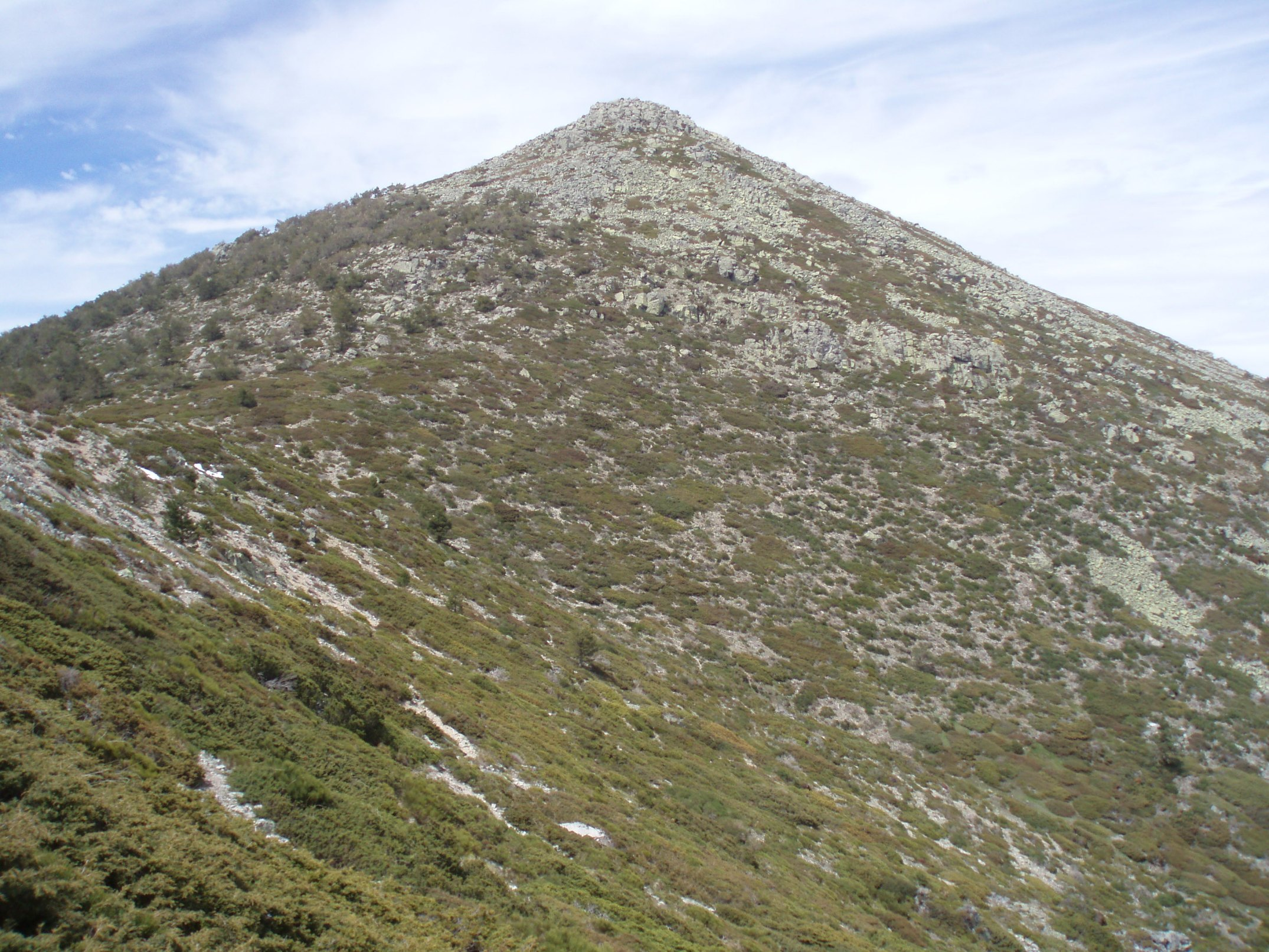
La silueta del Montón de Trigo hace alusión a su nombre.

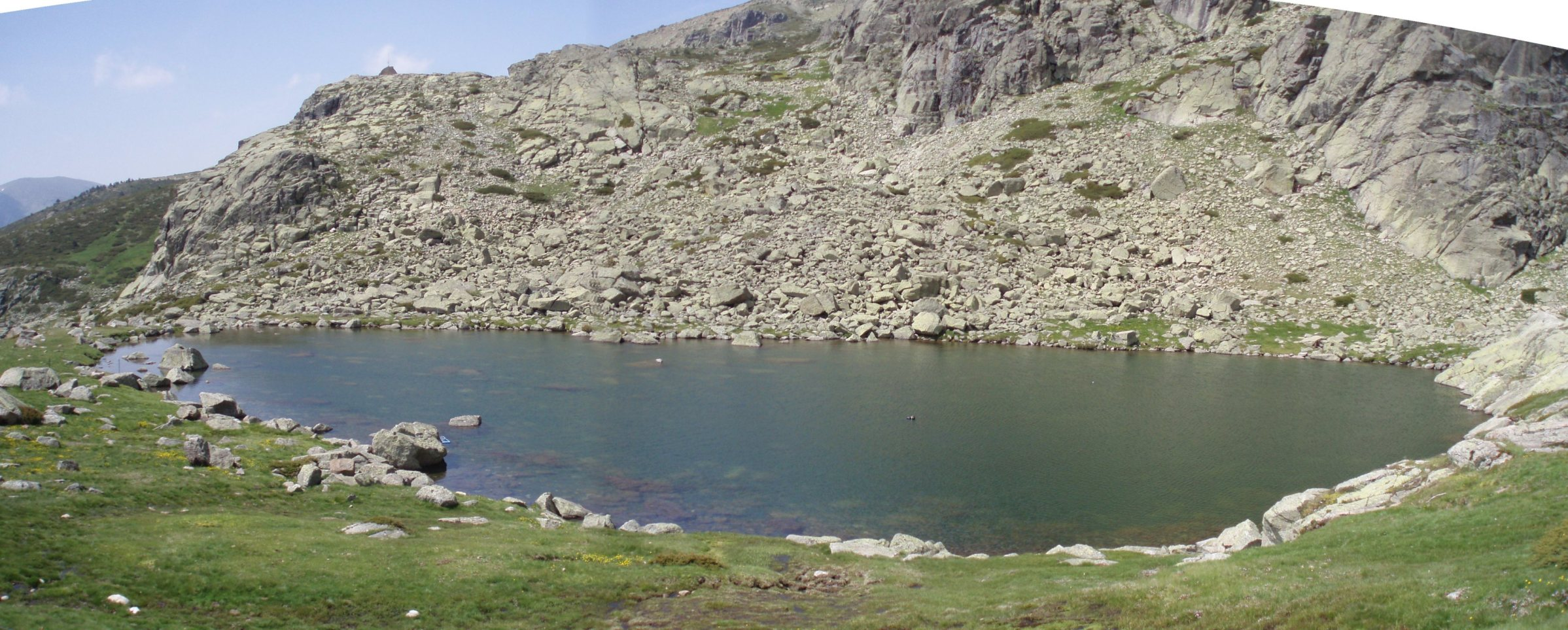
Laguna de Peñalara.

La historia de su formación es la siguiente: Estaba un día un rico labrador aventando un montón de trigo cuando pasaron unos mendigos y le pidieron una limosna. El tacaño agricultor contestó que no tenía nada que ofrecerles. Uno de los mendigos le preguntó que cómo podía decir eso viendo el enorme montón de grano que tenían delante; a esto les respondió el labrador que aquello que veían no era trigo sino tierra. El pobre le replicó: "Permita Dios que se te vuelva tierra". Y poco después la maldición se cumplió.

## Leyendas de la laguna de Peñalara
La PastoraCada noche de difuntos a la fría luz de la luna, emerge del centro de una laguna de Peñalara un islote y en ella la figura de una pastora. Esta pastora parece ser que trató de salvar un cordero extraviado entre las rocas confundiendo sus balidos con extraños y broncos ruidos que parecían surgir de las profundas y oscuras aguas.
Los dos amigosParece ser que dos amigos intrigados por el halo de misterio que rodea a la Laguna Grande subieron a la misma con el ánimo de cruzarla a nado de noche, a la luz de la luna. Uno de ellos la cruzó a nado sin problemas, manteniendo un libro entre los dientes. Cuando alcanzó la orilla opuesta animó a su amigo a imitarle y éste lo hizo. Mientras el segundo de los viajeros iba nadando, el primero iba leyendo el libro en voz alta. Pero, al alcanzar aquel el centro del pequeño lago, éste cerró repentinamente el libro y las aguas se tragaron en el acto al nadador, que nunca más ha reaparecido.

## Leyendas de Robledo de Chavela

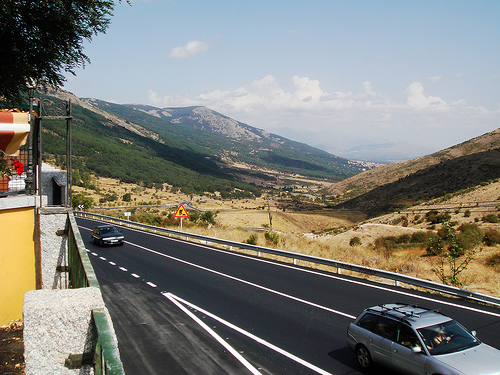
Puerto de la Cruz Verde.

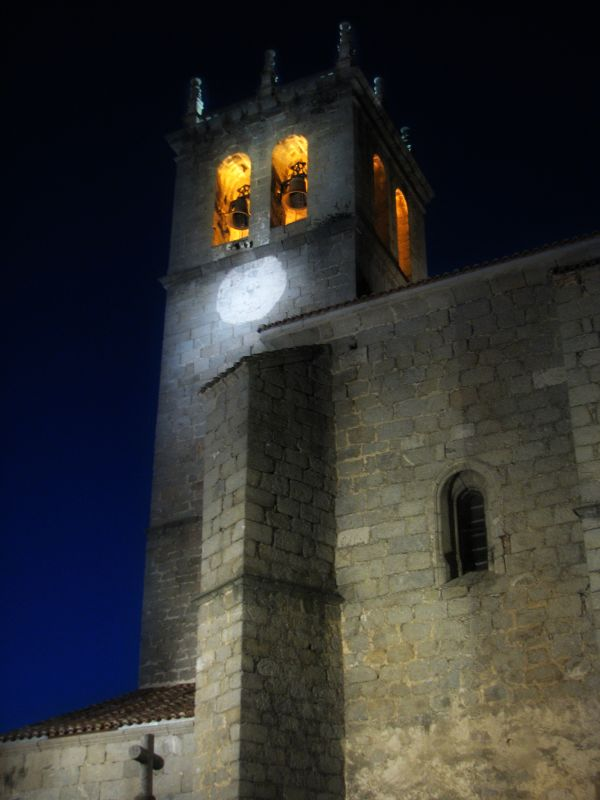
Vista nocturna de la torre de la iglesia parroquial de Robledo de Chavela desde la que se escuchaba el supuesto fantasma.

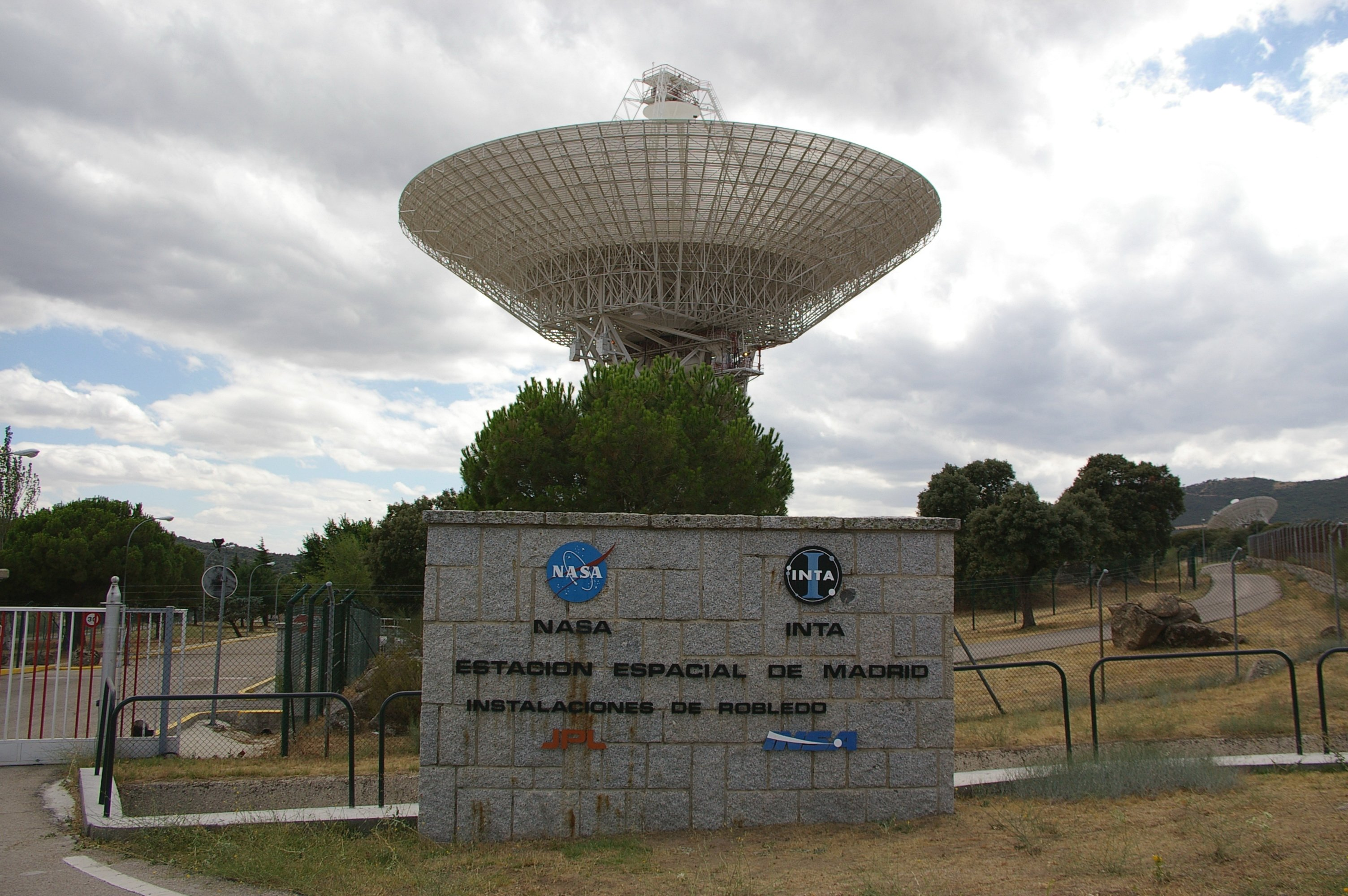
Vista del complejo de Robledo de Chavela (Madrid), y su antena de 70 metros, desde donde se siguió la misión Apolo XI.

Este municipio nos ha legado una interesante serie de leyendas y mitos:
La Virgen de NavahondaEsta historia se remonta a los tiempos en que el municipio madrileño de Robledo de Chavela pertenecía aún a Segovia. En el valle de Navahonda, donde está situada la famosa  ermita de Navahonda, se encontró una talla de la Virgen María, que había sido ocultada por los segovianos durante años para protegerla de la invasión musulmana. Los segovianos, al averiguar su paradero, la reclamaron a los robledanos y, cuando aquellos intentaron restituir la imagen a Segovia, las caballerías que transportaban dicha talla, a mitad de camino, se negaron a continuar por intercesión de la Virgen, tras lo cual se decidió que la imagen se quedara para siempre en aquel lugar. El camino que conduce a Navahonda desde Robledo de Chavela es una interesante ruta turística y todos los años discurre por él una vistosa romería en recuerdo de tales acontecimientos.
La Dama de la Cruz VerdeEn el Puerto de la Cruz Verde cuentan que se ha visto numerosas veces una joven autoestopista que, una vez que se recoge, en el interior del coche, al acercarse a una curva, empieza a gritar que se tenga mucho cuidado, pues ahí se mató. Dicho esto, la mujer desaparece y no se vuelve a saber de ella.
Esta leyenda es una de las variantes que se han dado en muchos lugares del mundo de la denominada Autoestopista Fantasma, Dama Blanca o Chica de la Curva.
Este misterioso personaje también ha sido visto en el Puerto de Galapagar.
En los programas de misterio de Iker Jiménez Milenio 3  y Cuarto milenio, se ha hablado en sobre este tema.
Los subterráneos del Vía CrucisCuenta la leyenda que, bajo Robledo de Chavela se extiende una red de misteriosos túneles excavados desde los tiempos en los que, en el lugar que ocupa la actual Iglesia de la Asunción de Nuestra Señora, se elevaba el castillo del Señor de Robledo de Chavela, desde cuya torre, ocho soldados permanecían vigilantes durante toda la noche, en vela (de ahí la denominación de Chavela). Dicho Señor había mandado construir una larga red de túneles con mazmorras, que llegarían hasta el actual Vía Crucis del pueblo (una hilera de cruces de granito situadas a las afueras del municipio).
El Fantasma de la IglesiaHace años (y esto es real), se produjo un extraño fenómeno en Robledo de Chavela: Por las noches, en las calles que suben a la iglesia parroquial y junto al cementerio, se oía una profunda respiración que aterrorizaba a los incautos. En realidad, dicha respiración era el ruido producido por una lechuza que había anidado en el campanario de la iglesia.
El fenómeno se vino repitiendo durante varios años hasta que dicha lechuza emigró a la cercana localidad de Las Navas del Marqués, donde el fenómeno se volvió a repetir, esta vez en las ruinas de una antigua iglesia. El hecho tuvo cierta repercusión mediática, pues hasta el doctor Félix Rodríguez de la Fuente intervino en un programa radiofónico explicando que dichos misteriosos ruidos los producía en realidad un animal.
Avistamientos de OVNIsEn las proximidades de las gigantescas antenas que la NASA y el INTA tienen instaladas en Robledo de Chavela, han sido numerosos los avistamientos de OVNIs que se han venido sucediendo a lo largo de los años (especialmente en dirección norte-sur, hacia la citada estación).
A principios de los años ochenta se produjeron dos significativos avistamientos en Robledo de Chavela: en el primero, cuatro luces silenciosas se pusieron a girar sobre la torre de la iglesia parroquial y que, después, alineándose, se dirigieron hacia la estación espacial; en el segundo, un ovni triangular con una extraña estela roja posterior a modo de bengala, que siguió también la susodicha dirección. Este último artefacto había sido visto previamente sobre la Estación de Chamartín (Madrid), tras lo cual siguió en dirección oeste, hacia Robledo (hubo una reseña al respecto en el diario El País.
En los años ochenta, un extraño ser humanoide, de gran altura, fue observado mientras salía de lo que algunos testigos denominaban una especie de "huevo", en una zona forestal situada entre Robledo de Chavela y Valdemaqueda.
En la década del 2000 se llegó a ver desde Robledo el supuesto ovni en forma de misil que recorrió toda España y fue objeto de noticia en varios noticiarios.
También se los ha visto salir y sumergirse en los cercanos pantanos de Valmayor en San Lorenzo de El Escorial y de San Juan.
La retransmisión de la llegada del hombre a la LunaDesde la estación espacial de Robledo de Chavela se retransmitió la histórica llegada del hombre a la Luna. Una leyenda urbana de alcance mundial difundió la historia de que los astronautas del Apolo XI vieron una serie de gigantescos humanoides y de naves espaciales alrededor de cráteres al llegar al satélite. Según este mito, cuando los astronautas, sorprendidos, empezaron a retransmitir la situación, se pidió a todos los periodistas que estaban en dicha estación que salieran de la sala de control durante unos minutos. Este último hecho fue confirmado por algunos periodistas que estuvieron allí, entre ellos por José Antonio Silva, locutor por la época de Televisión Española y piloto aeronáutico.
Sin embargo, el por aquel entonces responsable de la NASA en España y director de la estación de seguimiento de Fresnedillas, Luis Ruiz de Gopegui, dio una versión diferente y prosaica: el astronauta John Young del Apolo 16 tuvo molestias estomacales durante la misión, y los astronautas podían tener conversaciones privadas con los médicos si así lo deseaban. Cuando habló con el médico sobre sus síntomas, pidió que la conversación fuera privada, así que en las estaciones de seguimiento se pidió a los periodistas que salieran para que no oyeran la comunicación. Las presuntas pruebas de que los astronautas del programa Apolo vieron ovnis en la Luna han sido rebatidas por algunos especialistas.
El Moro de La AlmenaraEn la cumbre del monte de La Almenara existen unos restos arqueológicos, datados de la invasión musulmana de España, desde los cuales los árabes encendían hogueras para avisar a Madrid de que se aproximaban tropas cristianas para atacar.
Muchos excursionistas cuentan que, algunas tardes, cercana ya la noche, se han visto resplandores en su cumbre, que sería la hoguera que encendería al anochecer un misterioso moro fantasma.
Las Mujeres RientesPor lo visto, han podido ser grabadas por la noche, en numerosas ocasiones diversas psicofonías, tanto en el pinar de Robledo como en la roca de El Lisadero, en las que unas diabólicas y claras risas de mujeres pueden escucharse.
Los suspiros de las trincherasTambién se cuenta que, en las trincheras y búnkeres de la Guerra Civil que hay en la parte superior de la ladera del Risco de los Monaguillos, muchas noches se han escuchado lamentos, suspiros y gritos de muchos de los muertos en este sitio, durante lo que fue el frente de Robledo de Chavela.

## Leyendas de La Mujer Muerta

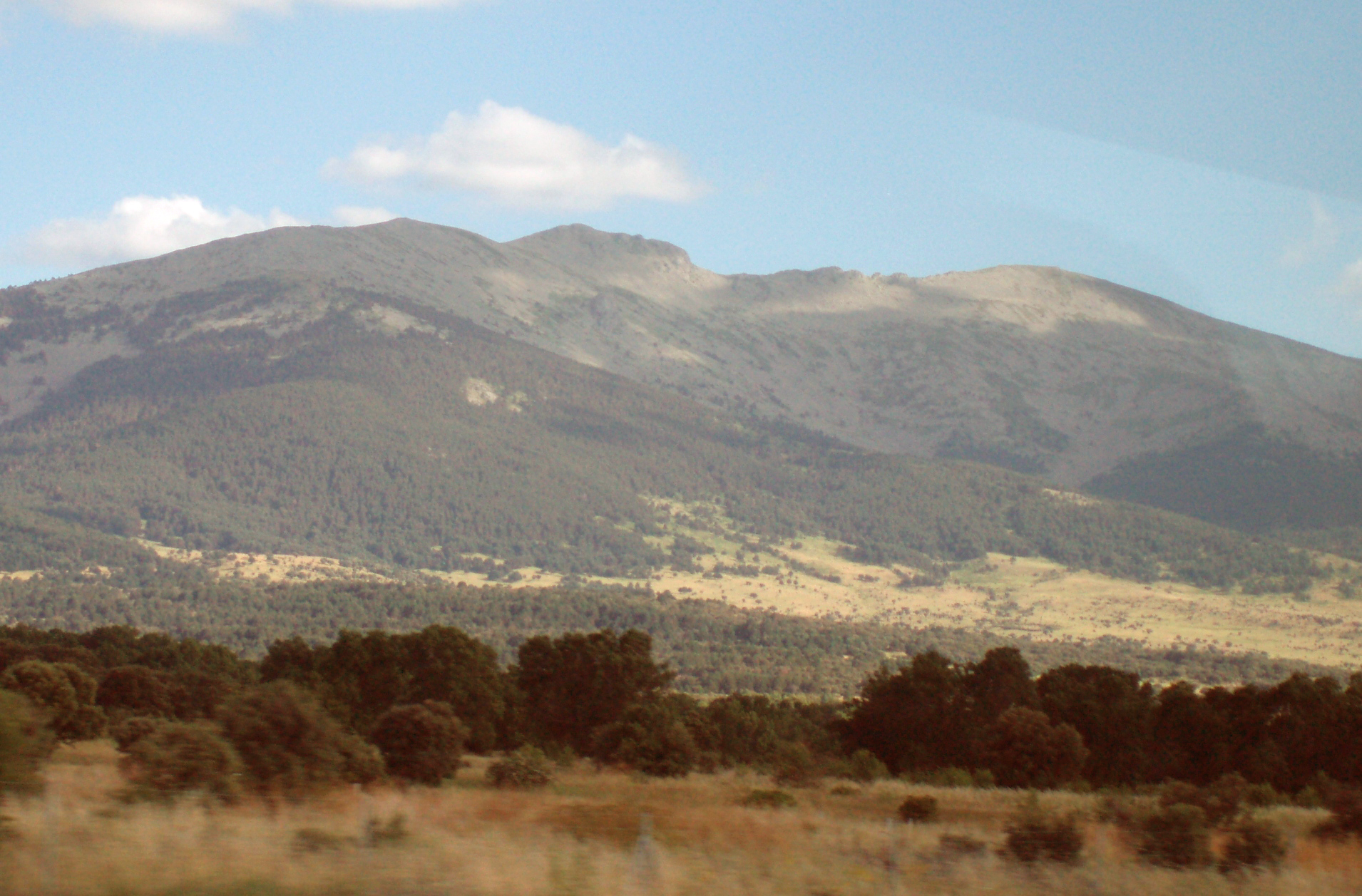
La Mujer Muerta vista desde la llanura segoviana. La cabeza de la mujer es la montaña que aparece en el centro y los brazos cruzados la que aparece a la derecha.

Varias leyendas intentan explicar este nombre, La Mujer Muerta, topónimo que se da al conjunto de montes de La Pinareja, Peña del Oso y Pico de Pasapán, que formando un destacado cordal y visto desde la llanura segoviana toma la aparente forma de una mujer tumbada, dormida o muerta, cubierta por un velo y con los brazos entrecruzados. 
Una leyenda con tonos pastoriles relata el amor de la bella hija de un granjero y un pastor de las cercanías. Éste al creer ver en otro pastor un posible rival, ciego de ira y celos lo mató, y acabó al mismo tiempo con el objeto de sus deseos. Pocos días después, en medio de una terrible tormenta la tierra tembló y apareció como por ensalmo esa gran mole rocosa, que recibió ese nombre.
Otra leyenda, más guerrera y menos romántica relata las luchas por la jefatura que llevaron a cabo dos hermanos, hijos del recientemente fallecido jefe de una tribu que vivía en la entonces extensa planicie. La madre de ambos, que no quería ver aquella lucha fratricida, ofreció su vida a los dioses a cambio de la paz para sus hijos y así se cumplió. Tras una gran tormenta, apareció el cuerpo de la madre en forma de gran montaña, imagen que los hijos reconocieron e inmediatamente pararon la lucha.
Por último, una tercera leyenda indica que, en tiempos remotos, dos caballeros se disputaron el amor de la misma mujer y comenzaron una lucha a muerte; la mujer, intentando separarlos, se interpuso entre ellos mientras luchaban y fue atravesada por las espadas de los dos pretendientes. Tras su muerte, durante la noche se desencadenó una terrible tormenta que modeló los montes cercanos con agua y viento para formar la figura de la mujer asesinada.

## Leyendas de Rascafría

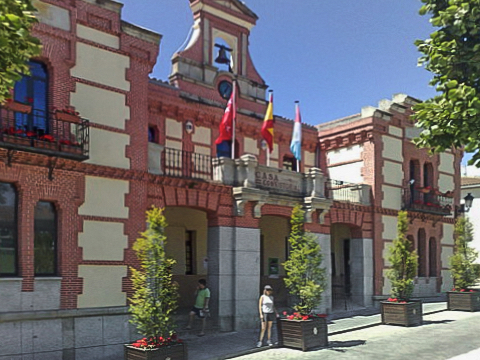
Ayuntamiento de Rascafría.

En el municipio de Rascafría hay varias leyendas y las más populares son:
La Leyenda del Carro del DiabloCuando la hija del Sacristán de Segovia vende su alma al diablo a cambio de no tener que bajar todos los días a por agua, para ello el diablo debe construir un acueducto en una noche, pero cuando está transportando la última piedra para finalizar la obra, le sorprende el amanecer y queda petrificado constituyendo la roca de granito conocida por Carro del Diablo a la que se accede desde la pista de la Mata o desde el camino de las Eras.
Leyenda de la Peña de la MoraCuenta que en la cueva existente junto a esa Peña, en la en tiempos de la reconquista, una bella mora languideció esperando a su prometido, sobre esa peña en la que cada mañana se lavaba la cara con el agua del roció. Se dice que escondido en algún lugar de esa cueva continua aún hoy, un enorme y precioso rubí, esperando a que llegue su joven enamorado.
Leyenda Puente del PerdónPara relatar la procedencia del nombre de este bello puente sobre el río Lozoya enfrente del monasterio del Paular hay que contar primero otra historia; la de los "Quiñoneros". En el sigo XIV el valle de Lozoya pertenecía al Concejo de Segovia, debido a la fragosidad de su vegetación y de sus pinares además de su difícil acceso era terreno idóneo para grupos subversivos de moriscos, malhechores y maleantes que hacían sus pillerías por estas tierras. Ante esta incontrolable situación los Reyes decidieron agilizar la administración de la justicia delegando parte de sus poderes, así de esta guisa en las villas que crecieron después de la reconquista nacieron unos milicianos llamados "quiñoneros" dependientes del Concejo segoviano.
Estos quiñoneros podían juzgar y administrar justicia en este territorio inmediatamente, e incluso la pena máxima, sin necesidad de consultar con la corte. Las ejecuciones se cumplían en una casa denominada "Casa de la Horca" a cinco kilómetros aproximadamente del Paular, entonces es cuando entra en juego el citado puente. Antes de partir para la casa de la Horca se les revisaba la sentencia a los reos a los que algunos se perdonaba pero sin que estos lo supieran todavía. Se continuaba el camino y cuando llegaban al puente, a los que se les había perdonado se les dejaba sueltos, y cruzaban el río en libertad, de esta benevolencia le viene el bello nombre al no menos hermoso puente.